# Precis pyriformis
Precis pyriformis är en fjärilsart som beskrevs av Butler 1895. Precis pyriformis ingår i släktet Precis och familjen praktfjärilar. Inga underarter finns listade i Catalogue of Life.